# 1782 au Québec
Cet article traite des événements survenus en 1782 au Québec. 

## Événements

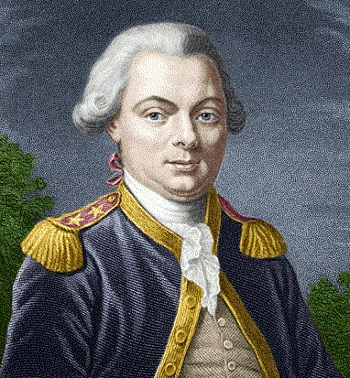
Jean-François de La Pérouse

- 3 mai : récit ou légende du Maymaygwashi près du Lac Supérieur.
- 8 mai : 96 Amérindiens sont tués, dont 60 femmes et enfants, lors du Massacre de Gnadenhütten dans la Vallée de l'Ohio.
- Jean-François de La Pérouse conduit l'Expédition de la baie d'Hudson et s'empare du Fort Prince de Galle et de Fort de York Factory.
- Novembre : début des négociations pour mettre fin à la Guerre d'indépendance des États-Unis

## Naissances
- 19 janvier : Michel Bibaud, historien et journaliste.
- 12 décembre : Marie-Victoire Baudry, religieuse.

## Décès
- 9 mars : François-Gabriel d’Angeac, militaire.
- 11 avril : Jean-Baptiste de la Brosse, prêtre missionnaire chez les abénakis et innus.
- 21 mai : Robert Monckton, officier et administrateur colonial.
- 21 août : Michel-Jean-Hugues Péan, administrateur de la Nouvelle-France.
- Matonabbee, agent amérindien.